# (5608) Olmos
(5608) Olmos – planetoida z pasa głównego asteroid okrążająca Słońce w ciągu 4 lat i 106 dni w średniej odległości 2,64 j.a. Została odkryta 12 marca 1993 roku w Kushiro przez Seiji Uedę i Hiroshi Kanedę. Nazwa planetoidy pochodzi od Edwarda Olmosa, amerykańskiego aktora, grającego rolę Williama Adamy w serialu Battlestar Galactica. Nazwę zasugerował T. H. Burbine. Przed nadaniem nazwy planetoida nosiła oznaczenie tymczasowe (5608) 1993 EO.